# Mörk storfotshöna
Mörk storfotshöna (Megapodius freycinet) är en fågel i familjen storfotshöns inom ordningen hönsfåglar.

## Utseende och läte
Mörk storfotshöna gör skäl för sitt namn med en enhetligt brunsvart fjäderdräkt. På huvudet syns en tofs. Där den överlappar med moluckstorfotshöna skiljer den sig genom den mörka fjäderdräkten utan några teckningar på ovansidan. Huvudtofs och avsaknad av hudfliker i ansiktet utmärker den gentemot waigeobuskhöna. Sången som ofta hörs består av en ljudlig stigande vissling, "keey-keey", ibland följt av ett mjukare, fallande och darrande "kwolooooor". Par sjunger ofta i duett.

## Utbredning och systematik
Mörk storfotshöna förekommer i östra Indonesien. Den delas in i fem underarter med följande utbredning:
- Megapodius freycinet quoyii – norra Moluckerna
- Megapodius freycinet freycinet – öarna Gebe, Waigeo och Misool med omgivande småöar
- Megapodius freycinet oustaleti – småöar utanför nordvästra Nya Guinea, inklusive Batanta och Salawati
- Megapodius freycinet forsteni – Seram och närliggande öar
- Megapodius freycinetburuensis – Buru

## Status och hot
Arten har ett stort utbredningsområde och en stor population, men tros minska i antal till följd av jakt, habitatförstörelse och påverkan från introducerade rovdjur. Denna minskning är dock inte tillräckligt kraftig för att den ska betraktas som hotad. IUCN kategoriserar därför arten som livskraftig (LC). Världspopulationen har dels uppskattats till mellan 10.000 och 100.000 individer, dels under 5.000 individer. Den beskrivs som vanlig på Halmahera, men ovanligare annorstädes.

## Namn
Fågelns vetenskapliga artnamn hedrar Louis Claude de Saulces de Freycinet (1779-1842) kapten i franska flottan och upptäcktsresande i Stilla havet 1817-1820.